# You Shook Me All Night Long
You Shook Me All Night Long ist ein Rocksong der australischen Band AC/DC und die erste Single aus dem Album Back in Black. Er wurde am 15. August 1980 als erste Single mit Brian Johnson als Sänger veröffentlicht.

## Entstehung und Inhalt
Der Song wurde von Angus Young, Malcolm Young und Brian Johnson geschrieben und von Robert „Mutt“ Lange produziert. Der Songtext handelt von einer Nacht des Protagonisten mit einer schönen Frau.

## Veröffentlichung
You Shook Me All Night Long wurde am 15. August 1980 als erste Single aus dem Album Back in Black ausgekoppelt, auf dem es bereits am 25. Juli 1980 erschien. Am 26. Oktober 1986 wurde das Stück erneut, im Zuge der Veröffentlichung des Soundtrackablums Who Made Who, veröffentlicht. 2015 spielten in Brasilien mehr als 150 Schlagzeuger gleichzeitig das Lied.

## Musikvideo
Das offizielle Musikvideo wurde bei YouTube über 197 Millionen Mal abgerufen (Stand: Januar 2021).

## Rezensionen
Robert Christgau beschrieb ihn als „drum-hooked fucksong“ und als das „einzige große Kunstwerk der Band“.

## Kommerzieller Erfolg

### Chartplatzierungen
You Shook Me All Night Long erreichte in Deutschland Rang 29 der Singlecharts und platzierte sich 22 Wochen in den Top 100. Die Band erreichte hiermit nach Highway to Hell und Touch Too Much zum dritten Mal die deutschen Singlecharts. Im Vereinigten Königreich erreichte die Single in elf Chartwochen mit Rang 35 seine beste Platzierung. Hier ist es der achte Single-Charterfolg der Band. Bis heute konnte sich keine Single der Band länger in den britischen Charts platzieren. In den US-amerikanischen Billboard Hot 100 erreichte You Shook Me All Night Long Rang 35 und platzierte sich 16 Wochen in den Charts. In den USA ist es nach Highway to Hell der zweite Charthit der Band. Bis heute konnte sich auch hier keine Single länger in den Charts platzieren (Moneytalks ebenfalls 16 Wochen). Darüber hinaus erreichte die Single Rang 49 in Australien und Rang 124 in Frankreich.
| ChartsChartplatzierungen       | Höchstplatzierung | Wochen |
| ------------------------------ | ----------------- | ------ |
| Australien (ARIA)              | 49 (1 Wo.)        | 1      |
| Deutschland (GfK)              | 29 (22 Wo.)       | 22     |
| Vereinigte Staaten (Billboard) | 35 (16 Wo.)       | 16     |
| Vereinigtes Königreich (OCC)   | 38 (11 Wo.)       | 11     |

### Auszeichnungen für Musikverkäufe
You Shook Me All Night Long wurde weltweit mit einer Goldenen-, 30 Platin-, sowie einer Diamant-Schallplatte für über 9,5 Millionen verkaufte Exemplare ausgezeichnet. In den Vereinigten Staaten erhielt die Single Sechsfach-Platin für sechs Millionen verkaufte Einheiten, damit zählt es neben Back in Black zu den meistverkauften Singles von AC/DC auf dem US-amerikanischen Markt.
| Land/Region                  | Auszeichnungen für Musikverkäufe (Land/Region, Auszeichnung, Verkäufe) | Verkäufe   |
| ---------------------------- | ---------------------------------------------------------------------- | ---------- |
| Australien (ARIA)            | 10× Platin                                                             | 700.000    |
| Brasilien (PMB)              | Platin                                                                 | 60.000     |
| Dänemark (IFPI)              | Platin                                                                 | 90.000     |
| Deutschland (BVMI)           | Gold                                                                   | 250.000    |
| Italien (FIMI)               | 2× Platin                                                              | 140.000    |
| Kanada (MC)                  | Diamant                                                                | 800.000    |
| Mexiko (AMPROFON)            | Diamant · + Platin                                                     | 360.000    |
| Neuseeland (RMNZ)            | 5× Platin                                                              | 150.000    |
| Portugal (AFP)               | Platin                                                                 | 10.000     |
| Spanien (Promusicae)         | 2× Platin                                                              | 120.000    |
| Vereinigte Staaten (RIAA)    | 6× Platin · + Platin (Mastertone)                                      | 7.000.000  |
| Vereinigtes Königreich (BPI) | 2× Platin                                                              | 1.200.000  |
| Insgesamt                    | 1× Gold · 32× Platin · 2× Diamant ·                                    | 10.980.000 |

Hauptartikel: AC/DC/Auszeichnungen für Musikverkäufe

## Coverversionen
Die deutsche Oi!-Band Loikaemie coverte das Lied auf ihrem selbstbetitelten Album aus dem Jahr 2007.